# 나흐다 (정당)

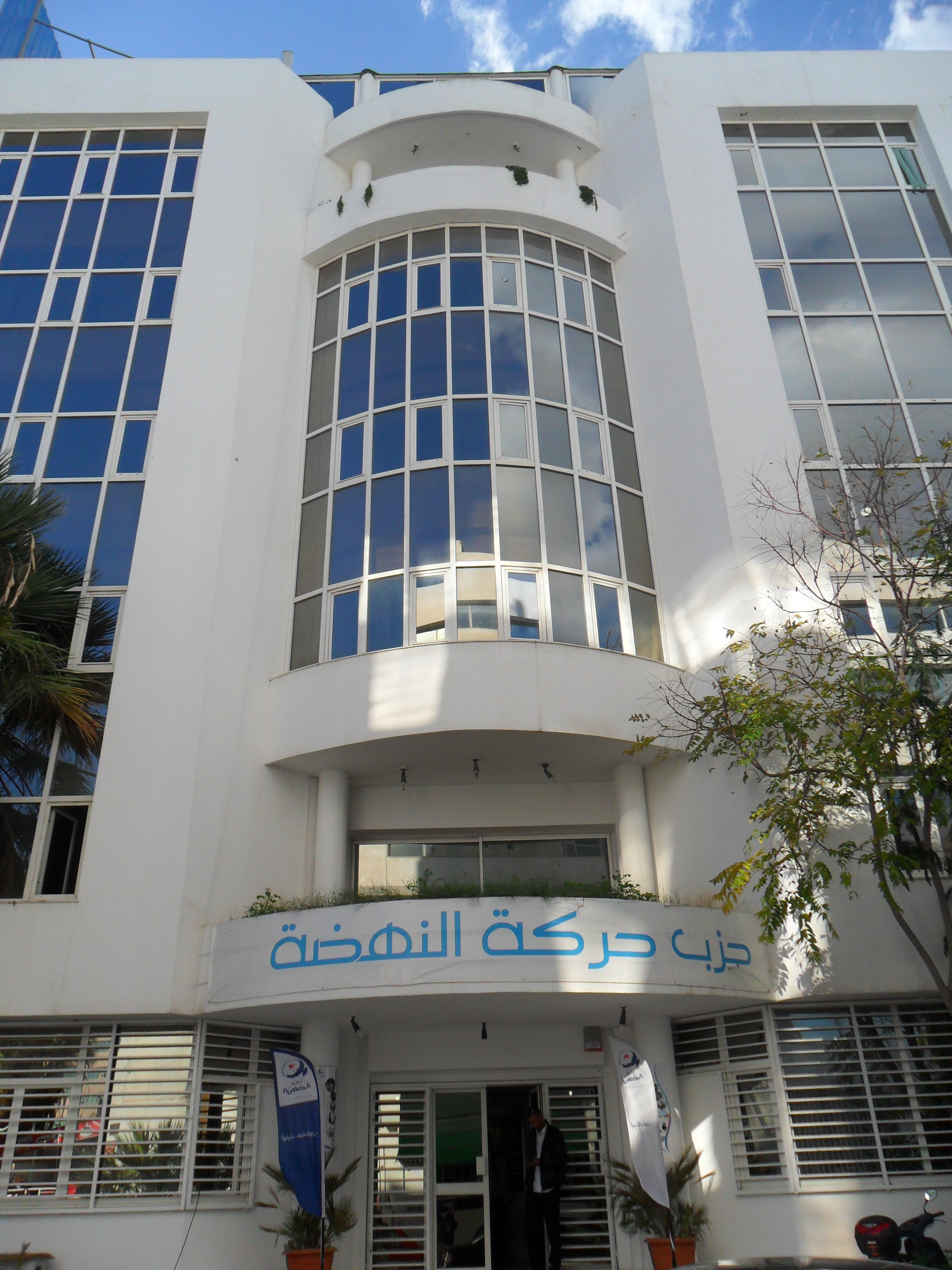

나흐다(아랍어: حركة النهضة, 프랑스어: Ennahdha)는 튀니지의 우익 정당이다. 2018년, 튀니지의 야당 지도자 암살을 사주했다는 의혹이 제기되었다.

## 논란

### 동성애 혐오 조장
2012년 나흐다의 대변인이 동성애를 정신질환이자 변태적 성행위라고 주장하여 파문이 일었다. 2021년 나흐다는 라디오 방송국과의 인터뷰에서 모든 동성애자들이 감옥이나 정신병원에 수감되어야 한다는 극단적 동성애 혐오 표현으로 인해 대중의 비판을 받았다.

## 같이 보기
- 이슬람 민주주의 정당 목록